# Oswald Spengler
 Der er for få eller ingen kildehenvisninger i denne artikel, hvilket er et problem. Du kan hjælpe ved at angive troværdige kilder til de påstande, som fremføres i artiklen.

Oswald Arnold Gottfried Spengler (født 29. maj 1880, død 8. maj 1936) var en tysk historiefilosof og kulturhistoriker.
Hovedtrækkene i Spenglers teorier kan spores tilbage til de udviklingsteorier, som var vestens filosofiske arv efter Hegel, en tradition, som også Karl Marx, Herbert Spencer og Henri Bergson virkede indenfor. Til forskel fra disse tre var han påvirket af Nietzsches teori om alle tings evige genkomst, blot var de størrelser, han studerede, historiske civilisationer og ikke individer. Det historiesyn, som Spengler står for, er nærmest mystisk og er i grunden et udslag af hans tro på den historiske udviklings naturlige cyklus; dette i modsætning til en lineære tidsopfattelse. Han var en foregangsmand for tysk hegemoni og var i ideologisk henseende konservativ revolutionær.

## Vesterlandets undergang
Spengler er mest kendt for sit værk Der Untergang des Abendlandes, "Vesterlandets undergang" i to bind (1918-1922). Han stiller de tyske dyder op mod Englands individuelle konkurrence og Frankrigs egalitarisme. Den preussiske ånd, fyldigere beskrevet i Preussentum und Sozialismus (1921), indebærer, at den suveræne magt indehaves af en organisk helhed, som individet opgår i, en "kosmisk" total enhed, som man henfalder til med hele sit legeme. Den tyske nations mytologiske sjæl grunder sig ifølge Spengler på historiske traditioner og den idémæssige verden snarere end i biologien, som nationalsocialisterne hævdede.
Spengler mente, at historien forløb cyklisk, og gennem sin forskning i blandt andet Romerrigets og Ægyptens udvikling spåede han den vestlige højkulturs fald. Den cykliske historieudvikling fremstilles metaforisk som årstidernes skiften, hvor foråret er civilisationens fødsel og vinteren dens død; metaforikken er også central for bevisførelsen.
Spengler vender sig i sin civilisationskritik mod pengenes magt over det konkrete liv. Kampen for nationens sjæl må ifølge ham derfor udkæmpes mod et "indre England", det vil sige finansinteresserne og den liberalt demokratiske Weimarrepublik. I sit sidste værk skriver han, at socialismen blot er de fattiges form for kapitalisme, og allerede i Vesterlandets undergang kritiserer han den frie presse.
Ifølge Spengler er kampen for "det muliges kunst" gennem "kosmiske enheder", som hverken er "borgerlige" eller "plebejiske", ikke andet end selve livets væsen. Dette højere forenende mål indebærer pligt, gerning og forsagelse. På samme måde er hans teorier et opgør med den lineære tids- og rumopfattelse, som har været dominerende siden oplysningstiden. Myten om det "faustiske" menneske, som Spengler forfægter, finder han ikke bare i den germanske heltedigtning, men også i forskellige kulturer, epoker og lande – ikke mindst i den indiske religions Mahabharata, og hos de japanske samuraier.

## Spenglers teorier og nationalsocialismen
Herbert Tingsten taler om Spenglers indflydelse på nationalsocialismen i "Begrebet 'socialism' i
nationalsocialismen" og skriver, at forskellene på den ene side er betydelige mellem Spengler og nazismen, og at visse nationalsocialistiske ledere skarpt kritiserede visse af hans værker. På den anden side, skriver Tingsten, har Preussentum und Sozialismus været "vejledende for mange af Det tredje Riges teoretikere".
Spengler stemte først på nazisterne, men afviste senere nationalsocialismen og blev endelig antinazist. I hans sidste værk, Jahre der Entscheidung, var bruddet totalt, og dette ledte til, at han blev landsforvist af nazisterne. Trods Spenglers personlige opposition mod nazismen er det blevet siddende ved ham, at han med dele af sine værker kom til at påvirke de tyske nazisters tankeverden.

## Spenglers indflydelse i eftertiden
Spenglers tanker om samfundet har blandt andet influeret den finske filosof Georg Henrik von Wright. Han har også påvirket Samuel P. Huntington (The Clash of Civilizations?, "Civilisationernes sammenstød?") og Bassam Tibi (Krieg der Zivilisationen, "Civilisationernes krig"). Den amerikanske politiker Henry Kissinger har betegnet Spengler som sin læremester når det gælder nationers skæbne.[kilde mangler]